# Elachista glaserella
Elachista glaserella é uma espécie de insetos lepidópteros, mais especificamente de traças, pertencente à família Elachistidae.
A autoridade científica da espécie é Traugott-Olsen, tendo sido descrita no ano de 2000.
Trata-se de uma espécie presente no território português.